# Suuri-Tevani
Suuri-Tevani eller Tevanjärvi är en sjö i Finland. Den ligger i kommunen Ruokolax i landskapet Södra Karelen, i den södra delen av landet, 250 km nordost om huvudstaden Helsingfors. Suuri-Tevani ligger 92,2 meter över havet. I omgivningarna runt Suuri-Tevani växer i huvudsak blandskog. Arean är 90,6 hektar och strandlinjen är 9,78 kilometer lång. Sjön  ingår i Vuoksens huvudavrinningsområde. 